# Chopin-Park (Gliwice)

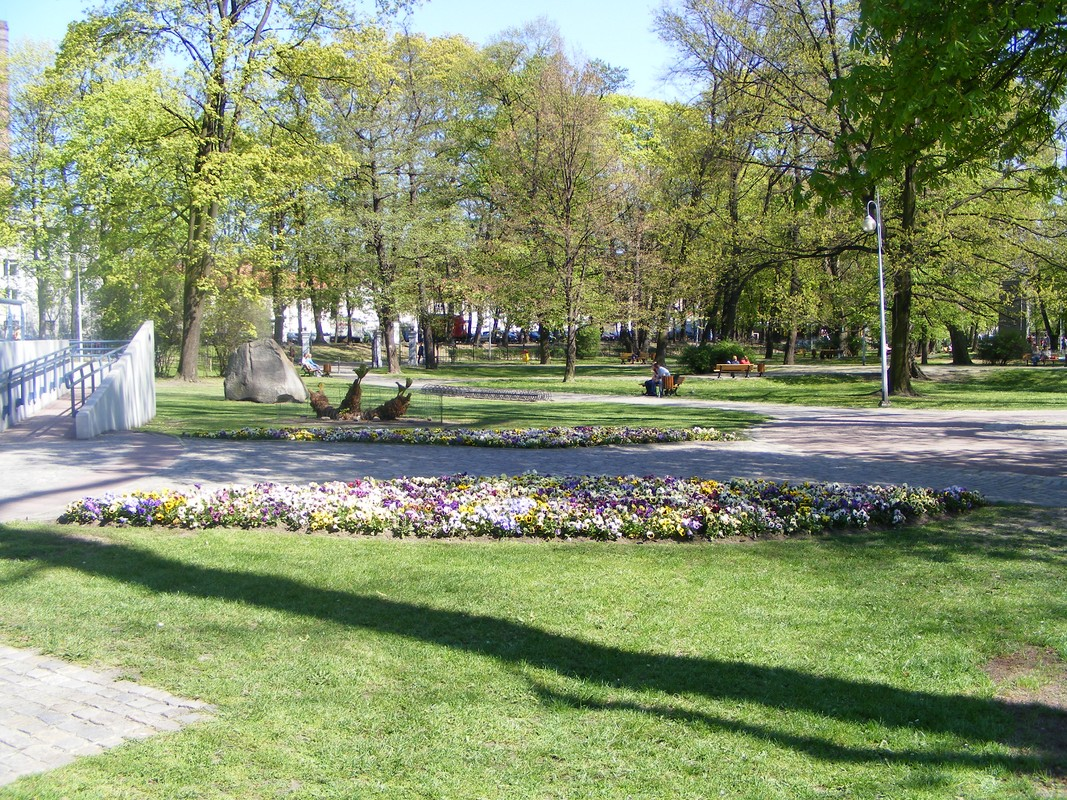
Blick in den Park

Das ehem. Löwendenkmal

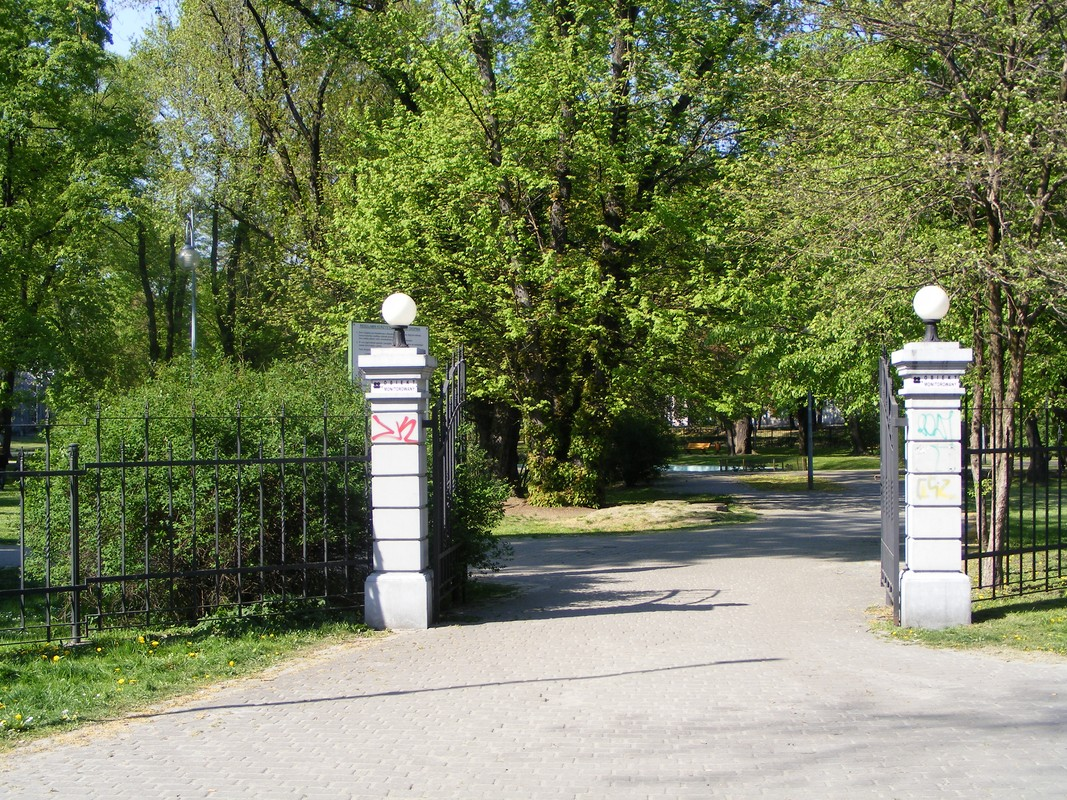
Parkeingang

Der Frédéric-Chopin-Park ist ein 5 Hektar großer Park im Stadtzentrum von Gliwice (Gleiwitz). Der Chopin-Park befindet sich zwischen den Straßen Berbeckiego, Fredry und Sienkiewicza. Ursprünglich hieß die Parkanlage Promenade und wurde später zum Stadtpark umbenannt.

## Geschichte und Beschreibung
Im Park befinden sich mehrere Denkmäler, wie die Liegenden Löwen von Johann Gottfried Schadow, das Chopin-Denkmal und das Denkmal für die Opfer von Kriegen und Totalitarismus. Im Park befindet sich auch das Städtische Palmenhaus und daneben das Gärtnerhaus.
Im Park befanden sich früher das Löwendenkmal, eine Gedenkhalle, das Denkmal für die Gefallenen des Ulanen-Regiments und der Deventer-Hügel mit einem Pavillon auf seiner Spitze.
Der Park entstand im 19. Jahrhundert zwischen einem Klodnitzarm und dem Klodnitzkanal.
Im Park befindet sich neben dem Eingang des Palmenhauses der derzeit älteste Baum der Stadt. Die 2001 als Naturdenkmal ausgewiesene Stieleiche (Quercus robur) war 2015 etwa 250 Jahre alt und hatte einen Umfang von 428 Zentimetern.